# Pseudanthias squamipinnis
Pseudanthias squamipinnis là một loài cá biển thuộc chi Pseudanthias trong họ Cá mú. Loài này được mô tả lần đầu tiên vào năm 1855.

## Từ nguyên
Từ định danh squamipinnis được ghép bởi hai âm tiết trong tiếng Latinh: squama ("vảy") và pinnis (số nhiều của pinna, "vây"), hàm ý đề cập đến các vây của loài cá này được bao phủ bởi lớp vảy to quanh gốc.

## Phạm vi phân bố và môi trường sống
P. squamipinnis được phân bố rộng rãi ở khu vực Ấn Độ Dương - Thái Bình Dương, từ Đông Phi trải dài về phía đông đến quần đảo Société (Polynésie thuộc Pháp), ngược lên phía bắc đến Biển Đỏ, đảo Jeju (Hàn Quốc) và Nhật Bản, xa về phía nam đến Úc và Nam Phi.
P. squamipinnis lần đầu được ghi nhận ở các đảo đá ngoài khơi Bình Thuận, cũng là ghi nhận đầu tiên của loài này ở bờ biển Việt Nam. P. squamipinnis lần đầu tiên được ghi nhận tại Địa Trung Hải, khi một cá thể được chụp ảnh ở ngoài khơi Liban.
P. squamipinnis sống tập trung trên các rạn san hô, được tìm thấy từ đầm phá, kênh nước gần bờ trở ra khơi ở độ sâu đến ít nhất là 55 m.

## Mô tả

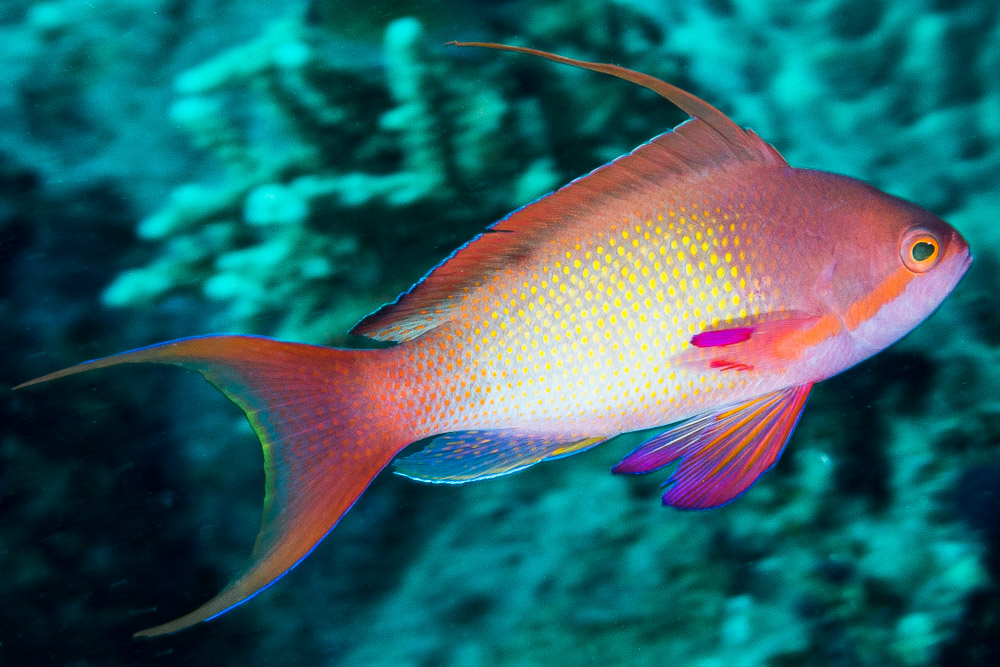
Cá đực

Chiều dài cơ thể lớn nhất được ghi nhận ở P. squamipinnis là 15 cm.
Cá cái màu vàng cam với cặp sọc màu tím từ mắt kéo dài đến gốc vây ngực. Vảy viền tím. Mắt có vòng tím bao quanh đồng tử. Vây lưng có gai thứ 3 vươn cao, dài hơn đáng kể ở cá đực. Cá đực có màu hồng tím, sẫm đỏ hơn ở vây đuôi và vây lưng. Vảy trên thân có các chấm vàng. Vây ngực có một vệt đỏ cam/đỏ tía. Vệt màu cam từ mắt kéo dài đến gốc vây ngực. Các vây viền xanh óng.
Số gai ở vây lưng: 10; Số tia vây ở vây lưng: 16–18; Số gai ở vây hậu môn: 7; Số tia vây ở vây hậu môn: 16–18; Số gai ở vây bụng: 1; Số tia vây ở vây bụng: 5; Số tia vây ở vây ngực: 16–18; Số vảy đường bên: 37–43.

## Sinh thái học
Thức ăn của P. squamipinnis là động vật phù du. Cá đực và cá cái sống thành một nhóm hậu cung. Một số con đực có tập tính lãnh thổ, chúng tỏ ra hung hăng và rượt đuổi những con đực khác xâm nhập lãnh địa.
Vào ban ngày, P. squamipinnis tập trung trên các cụm san hô, khi đêm xuống, chúng rút vào trong các hốc, kẽ đá. Những con đực không lãnh thổ bơi thành từng bầy tách biệt và gần đáy hơn.
Là loài lưỡng tính tiền nữ, cá cái bắt đầu chuyển đổi giới tính thành cá đực khi đạt đến chiều dài 5 cm. Mất khoảng 3 đến 4 tuần thì cá cái mới hoàn toàn trở thành cá đực.

## Thương mại
P. squamipinnis được đánh bắt trong ngành thương mại cá cảnh.